# Marc Perrodon
Marc Marie Jean Perrodon (Vendôme, 31 agosto 1878 – Beauvais, 22 febbraio 1939) è stato uno schermidore francese, vincitore di una medaglia d'argento nella scherma ai giochi olimpici.

## Palmarès
In carriera ha ottenuto i seguenti risultati:
- Giochi Olimpici:

Anversa 1920: argento nella sciabola a squadre.
- Mondiali di scherma

L'Aja 1923: argento nella sciabola individuale.